# Vergaševići
Vergaševići (cyr. Вергашевићи) – wieś w Czarnogórze, w gminie Bijelo Polje. W 2011 roku liczyła 135 mieszkańców.